# 亚历山德罗·米基耶莱托
亚历山德罗·米基耶莱托（義大利語：Alessandro Michieletto，2001年12月5日—），意大利男子排球运动员，场上位置是主攻手。

## 職業生涯
米基耶莱托目前效力於Itas Trentino球隊，擔任主攻手。他的父親Riccardo Michieletto曾是前義大利排球選手，姊姊Francesca Michieletto也是職業沙灘排球和室內排球的選手。
2019年7月27日，他代表意大利U19夺得2019年欧洲青年奥林匹克运动会男子排球赛冠军，同年8月奪得2019年U19世界青少年男子排球锦标赛冠军。2021年9月19日，他代表意大利夺得2021年欧洲男子排球锦标赛冠军，並個人獲得最佳主攻，當時年仅19岁。一個多月後，他代表意大利U21夺得2021年U21世界青年男子排球锦标赛冠军，個人則獲得最有价值球员（MVP）的獎項。
2022年9月11日，他代表意大利夺得2022年世界男子排球锦标赛冠军，短短三年内，就已经成为世锦赛U19、U21、成年队，三项赛事全部夺冠的大满贯冠军。

## 體育成就

### 俱樂部
- CEV冠軍聯賽
  -  2023/2024 - 與特倫提諾排球

- 國內聯賽
  - 2021/2022  義大利超級盃，與特倫提諾排球
  - 2022/2023  義大利排球聯賽，與特倫提諾排球

### 國家隊

#### 青年隊
- 2019年 - 歐洲青年奥林匹克運動會男子排球賽： - 冠軍
- 2019年 - 世界青少年男子排球錦標賽： - 冠軍
- 2021年 - 世界青年男子排球錦標賽： - 冠軍

#### 成年隊
- 2021年 - 歐洲男子排球錦標賽： - 冠軍
- 2022年 - 世界男子排球錦標賽： - 冠軍

### 個人獎項

#### 青年隊
- 2021年 - 世界青年男子排球錦標賽：最有價值球員（MVP）

#### 成年隊
- 2021年 - 歐洲男子排球錦標賽：最佳主攻手
- 2021年 - 世界男排俱樂部錦標賽：最佳主攻手
- 2022年 - 世界男排俱樂部錦標賽：最佳主攻手
- 2024年 - 歐洲男排冠軍聯賽：最有價值球員（MVP）

## 外部連結
- 亚历山德罗·米基耶莱托的Instagram帳戶